# Rhotala albopunctata
Rhotala albopunctata är en insektsart som beskrevs av William Lucas Distant 1914. Rhotala albopunctata ingår i släktet Rhotala och familjen vedstritar.
Artens utbredningsområde är Papua Nya Guinea. Inga underarter finns listade i Catalogue of Life.